# Escut d'Esplugues de Llobregat
L'escut oficial d'Esplugues de Llobregat té el següent blasonament:
Escut caironat: d'atzur, una mà d'argent una mà destra palmellada d'argent; el peu d'or, quatre pals de gules. Per timbre una corona mural de poble.

## Història
Va ser aprovat el 16 de juny de 1983 i publicat al DOGC el 22 de juliol del mateix any amb el número 347.
La mà és el senyal tradicional identificatiu de la població, que podria estar relacionat amb les armes parlants del baró de Maldà, Rafael Amat i de Cortada (1746-1818), propietari de Can Cortada, la residència més important de la localitat. Esplugues estava situada al territori de Barcelona, i pertanyia a la Corona: és per això que l'escut ostenta els quatre pals reials de Catalunya.